# Aragon, Aude
Aragon (occitană Argon) este o comună din Franța, situată în departamentul Aude în regiunea Languedoc-Roussillon.
1. ↑  répertoire géographique des communes, accesat în 26 octombrie 2015
2. ↑  dataset of postal codes in France, 1 octombrie 2018